# 表錯七日情
《表錯七日情》是1983年上映的一部香港浪漫喜劇电影，由张坚庭執導及編劇，葉童和鍾鎮濤主演。雖以低成本製作，但卻是邵氏兄弟首部超過一千萬港元票房的電影。本片榮獲第3屆香港電影金像獎最佳女演員及最佳劇本兩項大獎。

## 劇情大綱
任職護衛員的李度（鍾鎮濤飾）於解款時弄跛乞丐，原被辭退，但上司（王晶飾）再給一次機會，指派他跟隨執達吏（陳友飾）到大嶼山去看守一間因業主拖欠政府稅項及4間公司欠款將查封村屋。業主雷繼持（張國柱飾）於查封前帶同情婦（金燕玲飾）逃去台灣。繼持妻子楊耐冬（葉童飾）於封屋時才發現丈夫留書出走。執達吏稱業主需七天內清還所有欠款，否則村屋包括屋內物品都會被政府拍賣，另外安排李度留屋看守財物。
起初耐冬怕李度對其不軌，對他態度非常惡劣。耐冬期後發現她與繼持的聯名銀行戶口只餘少許存款，對日後生活感到無助。同日耐冬接到父親（葉夏利飾）電話稱其與母親（鄭孟霞飾）在香港轉機時出問題要在香港留宿一宵，故要求到耐冬家過夜。為免父母擔心，耐冬付錢給李度要他假扮繼持。
耐冬於父母離開後收到繼持電話，繼持表明離開並不是金錢問題，實際是婚外情。李度的女朋友阿芳（梅艷芳飾）到大嶼山探望李度，但實際是通知李度她下一天要和別人結婚。李度深受打擊，與此同時耐冬開始同情李度。
阿芳結婚當日，李度到婚禮教堂破壞，但最終被新郎（曹查理飾）及一班賓客毒打。李度返回村屋時發現耐冬留書出海自殺，李度及時拚命救回。當晚李度與耐冬於村屋內互訴心事，一時間意亂情迷發生關係。
發生關係後翌日耐冬感到內疚將李度趕出床外並離家外出。繼持與前妻所生的兒子（葉俊海飾）此時返家想探望父親及繼母，才知父親跑掉。耐冬外出原來是到教堂告解，告解時才發現李度與繼子坐在告解室內神父原本坐的位置，耐冬發怒並帶繼子返回村屋。李度為免尷尬及感情受傷向護衛公司請辭，並稱翌日會由另一護衛員代替。但當晚有偷渡客入村屋行劫，李度把賊人嚇退，耐冬感到李度的愛意，再度發生關係。
於七天限期最後一天，李度、耐冬及繼子一同到郊外遊玩。當晚李度正想表白對耐冬的愛意時，繼持突然返家。原來他被情婦騙走金錢，及被趕岀境。李度知道他要抽身而出結束這段沒有結果的關係。翌日早上完成職務後，李度到碼頭離開大嶼山，耐冬駕着電單車到碼頭送別李度。二人互相對望，揮手道別後李度強顏歡笑步入碼頭，耐冬就看似不捨及無奈。

## 角色
| 演員   | 角色           | 備註             |
| 鍾鎮濤 | 李度           | 護衛員           |
| 葉 童  | 楊耐冬（雷太） |                  |
| 陳 友  |                | 執達吏           |
| 梅艷芳 | 阿芳           | 李度女朋友       |
| 張國柱 | 雷繼持         |                  |
| 金燕玲 |                | 雷繼持情婦       |
| 曹查理 |                | 阿芳之新郎       |
| 王 晶  |                | 李度之上司       |
| 禤素霞 |                | 電視烹飪節目主持 |
| 葉夏利 |                | 楊耐冬之父       |
| 鄭孟霞 |                | 楊耐冬之母       |
| 張堅庭 |                | 公車乘客         |
| 霍耀良 |                | 公車乘客         |
| 王清河 |                | 繼持家旁鄰居     |
| 葉俊海 |                | 雷繼持兒子       |

## 獎項
| 年份 | 頒獎典禮            | 獎項       | 名字   | 結果 |
| ---- | ------------------- | ---------- | ------ | ---- |
| 1984 | 第3屆香港電影金像獎 | 最佳女演員 | 葉童   | 獲獎 |
| 1984 | 第3屆香港電影金像獎 | 最佳劇本   | 張堅庭 | 獲獎 |
| 1984 | 第3屆香港電影金像獎 | 十大華語片 |        | 獲獎 |

## 外部連結
- 香港影庫上《表錯7日情》的資料（繁體中文）
- 開眼電影網上《表錯7日情》的資料（繁體中文）
- 豆瓣电影上《表錯7日情》的資料 （简体中文）
- 时光网上《表錯7日情》的資料（简体中文）
- AllMovie上《表錯7日情》的资料（英文）
- 互联网电影数据库（IMDb）上《表錯7日情》的资料（英文）